# Mikołaj Krajowski
Mikołaj Krajowski herbu Leliwa (zm. 13 kwietnia 1498) – biskup przemyski, kanonik krakowski, sekretarz królewski. 
W dniu 8 IX 1492 r. został pod wpływem króla Kazimierza Jagiellończyka wybrany przez kapitułę biskupem przemyskim. Prowizję papieską na ten urząd otrzymał w dniu 29 IV 1493 r. Jako biskup troszczył się o rozwój w diecezji: kaznodziejstwa, życia religijnego oraz kultu maryjnego. 
Był świadkiem wydania przywileju piotrkowskiego w 1496 roku. 
Ok. 1497 ufundował przytułek - szpital  dla ubogich w Brzozowie, utrzymywany potem przez mieszczan.
Za jego rządów diecezja przemyska została zniszczona przez najazd Turków i Tatarów.